# リアルロボットレジメント
『リアルロボットレジメント』（REAL ROBOT REGIMENT）は、バンプレストが発売したPlayStation 2用アクションゲーム。

## 概要
バンプレスト初のPS2専用ゲームで、同社のスーパーロボット大戦シリーズをアクションゲーム化したような内容。インターミッションで最大4機のロボットを選択して出撃し、うち1機をプレイヤーが操作する。残りのロボットはCPUの操作となるが、ミッション中はいつでも操作するロボットを変更することができる。プレイヤー2人での協力プレイも可能。
各ロボットのサイズ差は再現されておらず、6.9mのダンバインと120mのダイターン3が同じサイズで登場している。
2012年11月29日に発売された『第2次スーパーロボット大戦OG』に、本作が初出のキャラクター・機動兵器が一部設定を新たに登場している。

## 参戦作品
作品名の後にはプレイヤーが使用可能な機体を記述してある。
- 機動戦士ガンダム - ガンダム、G-3ガンダム
- 機動戦士Ζガンダム - ガンダムMk-II、Ζガンダム、百式
- 機動戦士ガンダム 逆襲のシャア - νガンダム
- 機動武闘伝Gガンダム - ゴッドガンダム
- 新機動戦記ガンダムW Endless Waltz - ウイングゼロカスタム
- マジンガーZ - マジンガーZ
- グレートマジンガー - グレートマジンガー
- ゲッターロボ - ゲッター1
- ゲッターロボG - ゲッタードラゴン
- 超電磁ロボ コン・バトラーV - コン・バトラーV
- 勇者ライディーン - ライディーン
- 闘将ダイモス - ダイモス
- 超獣機神ダンクーガ - ダンクーガ
- 聖戦士ダンバイン - ダンバイン、ビルバイン
- 無敵鋼人ダイターン3 - ダイターン3
- バンプレストオリジナル - フリッケライガイスト

## バンプレストオリジナル

### キャラクター
アリエイル・オーグ
声：小林由美子
リアルロボットレジメント……本作の主人公。プロジェクト・イデアランツ試験体番号01のイデアラント成人女性型実用試験体。オヅヌ博士の最後の指令、ドゥバンの抹殺を実行する為にフリッケライ・ガイストでア・バオア・クーに突入したが返り討ちにあった所を助けられ、その後はプリベンターの一員として行動しながらドゥバンを追う。
OGシリーズ……ガイアセイバーズ、ベータ・セイバーの隊員だったが、オヅヌ博士の死の真相やファウ・ケルンの真実、イデアラントの運命を知ってガイアセイバーズの在り方に不信感を抱き、エリック・ワン博士の協力もあって組織を離反。鋼龍戦隊に加わり封印戦争を戦い抜く。戦後、ワン博士が発見したWシリーズのデータから寿命延長の方法を探りだし、またエクセレンからは「ATXチームに（アサルト5として）入るべき」と誘われている。
専用BGMは「フリッケライ・ガイスト」。
ドゥバン・オーグ
声：鳥海浩輔（第2次OG）
リアルロボットレジメント……アリエイルが追うプロジェクト・イデアランツ試験体番号00のイデアラント成人男性型実用試験体。3年という短命の運命を呪いと考え、イデアラントとして不完全な自分がイデアラントの目的である人類の支配者になれば呪われた運命を打破できるという結論に至り、自分達以上の完成されたイデアラントを生み出されないようオヅヌ博士を殺害して研究施設を脱走、自ら人類の支配者であると証明するため戦いの裏で暗躍する。
OGシリーズ……ガイアセイバーズ、ベータ・セイバーの隊長。アレス・ガイストをより完璧なものにしようとペルゼイン・リヒカイトとアルフィミィを付け狙う。イデアラントの寿命については当初は知らなかったが、エルデに真実を知らされてから精神に余裕がなくなり、終盤にガイアセイバーズから脱走。エルデと結託してクロスゲートの力を手に入れるが、最終的にはガルベルスがAI1に変貌する際にアレス・ガイストと共に取り込まれた。
『OGMD』でエントリヒ・ガイストが出現した際には当初はドゥバンの生死は不明と思われていたが、アリエイルの呼びかけに徐々に反応して、最終的にはフリッケライとエントリヒのファウ・ケルンの共鳴によって完全覚醒し、XN-Lとの最終決戦で鋼龍戦隊に協力する。
専用BGMは「うつろな魂」。
エンジ・オヅヌ
リアルロボットレジメント……次世代の人工知能用の基礎理論を研究し、プロジェクト・イデアランツの中心だった人物。プロジェクト中止後も研究を続け、アリエイルとドゥバンという二人のイデアラント実用試験体を生み出すが、反乱したドゥバンに殺されてしまう。
第2次OG……プロジェクト・イデアランツの中心だった人物だった点はRRRと同様。ガイアセイバーズに関与していたが、ガイストシリーズにイェッツトレジセイアが使われていることを知り組織から抜けようとしたため、アルテウルに暗殺されてしまう。

### 機動兵器
フリッケライ・ガイスト
【Flickerei Geist = 独語で「継ぎ接ぎだらけの幽霊」】
アリエイルの搭乗機。頭部と胴体が白と青の独自のパーツ、腕部と下半身が黒と赤の寄せ集めのジャンクパーツで構成されているのが特徴。
リアルロボットレジメント……脱走したアレス・ガイストを追う為、その時点で完成していたコアパーツ（主に上半身）にゲシュペンストMk-III等のPTのジャンクパーツを組み合わせて急造された機体。両下腕部以外の上半身がフリッケライ・ガイスト、両下腕部と下半身がゲシュペンストMk-IIIという外見となっている。コアパーツ自体は仕様通りのため、ガイストシリーズに本来備えられている優れたエネルギー制御機能等はそのまま使用することができる。
OGシリーズ……廃棄処分される予定だった失敗作の機体だったが、インスペクター事件において大破したアルトアイゼンの両腕、ラピエサージュのパーツを回収・流用して完成させた。動力炉「ファウ・ケルン」にはイェッツトレジセイアのコアが使用されているが、機体自体が失敗作なため純粋な動力源としてしの能力しかない。鋼龍戦隊に合流後、アルトアイゼン・リーゼとの合体攻撃「E.D.N」が追加される。
アレス・ガイスト
【Alles Geist = 独語で「すべての幽霊」】
ドゥバンが搭乗する専用機。全身紫色の機体色と体に不釣合いな大きさの左腕とその左腕以上の大きさで右腕と一体化しているキャノンが特徴。
リアルロボットレジメント……未完成のフリッケライ・ガイストと違い単独での空間転移をすることができる。月での最終決戦ではアリエイル達の予想を超えた力に対抗するため、フォン・ブラウン市のエネルギーをほぼ全て吸収し、それを使いより生物的に進化巨大化した。
第2次OG……フリッケライと同様にイェッツトレジセイアのコアを動力炉に使っているもこちらは完成品らしく、イェッツトレジセイアの他の残骸も構成パーツに使っており、最悪の場合アレスがイェッツトそのものになる恐れがあると鋼龍戦隊は警戒する。
エントリヒ・ガイスト
【endlich Geist = 独語で「最後の幽霊」】
OGMD……AI1に取り込まれて消滅したはずのアレス・ガイストが、クロスゲートの境界内の大量の負念の影響で復活、変貌した姿。形状がアインストに近くなっており、パイロットのドゥバンは当初は機体に取り込まれており自立行動していた。スカルナイト、クリスタルドラグーン、デブデダビデは、この機体をダークブレインを復活させるために開明脳に代わる新たな憑代とするべく、クロスゲートから大量のラマリスを呼び寄せようとしたが、その結果XN-Lと化したグランドレッド・フェノッサを呼び寄せてしまった。

## 用語
プロジェクト・イデアランツ
ゲームストーリー開始以前に地球連邦の手によって月面に密かに設立された研究機関、およびその機関で進められていた計画を指す総称。元々は、人類が宇宙移民を始めたことによって予測される、紛争や危機管理についてを研究する特殊機関であった。しかし「危機管理は人類の不確定要素を排除することで初めて成し得るもの」という考えから、地球圏人類全体への支配階層を作るという意見が強まり、独自にプロジェクトを実行する者やプロジェクトを離脱する者が出始めたため計画は破棄解散となる。オヅヌ博士を中心に破嵐創造やライゾウ・カッシュなどが参加していた。
イデアラント
RRR/OGシリーズ……プロジェクト・イデアランツが破棄された後も独自に研究を続けたオヅヌ博士が、人間を支配下に置く優良種として生み出した『理想種』の名前を持つ人造人間。状況認識や肉体能力は通常の人間よりを大きく上回り、人類の不確定要素である感情を自由に調整できる能力も持っている。その反面、繁殖能力が無いことや一定期間が過ぎると肉体が崩壊してしまうなどの欠点がある。
ガイストシリーズ
オヅヌ博士が開発したイデアラント専用機動兵器の総称。腹部にある光球型のコアユニットが特徴。機体性能自体は高くないが、機体内外のエネルギーを自在に使える優れたエネルギー制御機能やその制御したエネルギーを使っての空間転移能力などが装備されている。

## スタッフ
- 企画・販売　株式会社バンプレスト
- 制作　株式会社ウェイヴエッジ（WAVEDGE）
- プロデューサー　森住惣一郎
- ディレクター　丸永克巳
- シナリオ　川上登美雄
- シナリオ原案　丸永克巳
- シナリオ監修　森住惣一郎
- オリジナルキャラクターデザイン　斉藤和衛（原案）、河野さち子
- オリジナルロボットデザイン 斉藤和衛
- スペシャルサンクス　スーパーロボット大戦委員会

## 攻略本
- プレイステーション2必勝法スペシャル リアルロボットレジメント ISBN 9784766938944
- 完全版 リアルロボットレジメント 最終攻略ガイド ISBN 9784887490673